# ألبارو موتيس
ألبارو موتيس خاراميّو (بالإسبانية: Álvaro Mutis Jaramillo)‏ ـ (بوغوتا، 25 أغسطس 1923 ـ مدينة مكسيكو، 22 سبتمبر 2013) هو شاعر وروائي وكاتب مقال كولومبي. حصل على جائزة أمير أستورياس سنة 1997، وجائزة ثيربانتس سنة 2001، وجائزة نيوستاد الدولية للأدب سنة 2002.

## روابط خارجية
- ألبارو موتيس على موقع IMDb (الإنجليزية)
- ألبارو موتيس على موقع الموسوعة البريطانية (الإنجليزية)
- ألبارو موتيس على موقع مونزينجر (الألمانية)
- ألبارو موتيس على موقع ديسكوغز (الإنجليزية)